# Unsung Heroes
Albums de Ensiferum
From Afar
(2009)
Unsung Heroes est le cinquième album studio en date du groupe de Viking/Folk metal finlandais Ensiferum. L'album sort le 27 aout 2012 sous le label Spinefarm Records.

## Musiciens
- Petri Lindroos – chant guttural, guitare
- Markus Toivonen – guitare, chant clair
- Sami Hinkka – basse, chant clair, chant guttural
- Emmi Silvennoinen – claviers, chant clair
- Janne Parviainen – batterie

## Clip
In My Sword I trust (tournée en Pologne)

## Liste des morceaux
1. Symbols
2. In My Sword I Trust
3. Unsung Heroes
4. Burning Leaves
5. Celestial Bond
6. Retribution Shall Be Mine
7. Star Queen (Celestial Bond part II)
8. Pohjola
9. Last Breath
10. Passion Proof Power
11. Bamboleo (Bonus Track)